# أوراق سجينة
أوراق سجينة مسلسل سعودي يتكون من 30 حلقة كل حلقة 45 دقيقة عرض في شهر رمضان المبارك عام 2006.

## قصة المسلسل
يحكي المسلسل عن قضية سجينة وهو موضوع ارتكاب المرأة لجناية أو جريمة وكيفية معالجتها بالشريعة الإسلامية مثل تلك القضايا ويتم إستعراض مدى الإهتمام الذي يلقاه السجناء في السعودية وما يلقونه من معاملة تحفظ لهم كرامتهم.
ومن القضايا الأخرى التي يطرحها هذا العمل هي قضية الأمومة وماذا تعني لدى المرأة وكيف ان الإسلام يراعي ويقدم مصالح المجتمع أخذاً بعين الاعتبار الرأفة والرحمة خصوصاً عندما تكون هذه الجريمة ذات مساس مباشر بأبناء الجاني أو المجني عليه.

## طاقم العمل

### الممثلين
- طيف
- تركي اليوسف
- محمد الجناحي
- محمد بخش
- راشد الورثان
- شيماء سبت
- زهرة عرفات
- عبدالإمام عبدالله
- سمير الناصر
- مريم الغامدي
- عبد العزيز الفريحي
- قمر عمرايا
- فهد الركف
- فيصل الجبر
- شافي الحارثي
- مجد نعيم
- رشا فياض
- عبدالعزيز الشمري
- وليد الشهاب
- راضي مهنا
- ميثم الرزق [5]
- سعيد صالح
- نشأت الملحم
- عبد الرحمن الخريجي

### تأليف
- خالد الطخيم (قصة وسيناريو وحوار)
- عبد الرحمن الضحاك (قصة وسيناريو وحوار)

### إخراج
- خالد الطخيم